# Podjebrád Katalin magyar királyné
Podjebrád Katalin, születési nevén Kunigunda (Prága, 1449. november 11. – Buda, 1464. március 8.) kunštáti (kunstadti) bárónő, cseh királyi hercegnő, magyar és horvát királyné, Podjebrád György cseh király leánya, Hunyadi Mátyás magyar király első felesége. Nevének idegen nyelvi változatai: csehül: Kateřina (Kunhuta) z Poděbrad, horvátul: Katarina Podjebradska, latinul: Catharina Podiebradensis, németül: Katharina von Podiebrad, lengyelül: Katarzyna z Podiebradów.
A Katalinnál majdnem hét évvel idősebb Mátyás a prágai fogságból való szabadulásakor a Podjebrád György cseh kormányzóval, majd királlyal kötött egyezmény megerősítéseképpen jegyezte el, és elhatározása mellett a – számára másik feleséget kijelölő – szegedi egyezmény ellenére is kitartott. Az olmützi megállapodások értelmében a házasságot a kitűzött időben, a hercegnő 13 éves korában, 1463. május elsején Budán kötötték meg.
A még csak 14 éves királyné 1464. február végén fiút szült, aki viszont nem sokáig élt. Katalin 1464. március 8-án gyermekágyi lázban halt meg, 21 nappal a férje és az ő kijelölt és már előre elhatározott székesfehérvári koronázásának időpontja előtt, amit a gyászeset ellenére is megtartottak az előző évben visszaszerzett Szent Koronával az eredeti időpontban, 1464. március 29-én, de immár Katalin nélkül.

## Élete
I. (Podjebrád) György későbbi cseh királynak és első feleségének, Sternbergi Kunigunda (1422–1449) bárónőnek a harmadik lánya, Szidónia (Zdena) (1449–1510) szász hercegnének az ikertestvére, aki 1449. november 11-én látta meg a napvilágot, és az édesanyja után a Kunigunda nevet kapta a keresztségben. Édesanyja az ikerlányai születése után pár nappal gyermekágyi lázban halt meg. Apja ezután Rožmital Johanna úrnőt vette feleségül, aki a későbbi Katalin királyné mostohaanyja lett.
Annak ellenére, hogy a legidősebb bátyja, Boček volt az elsőszülött fiú. de mivel születésétől fogva értelmileg lassan fejlődő gyermek volt, ifjabb bátyját, a másodszülött Viktorint tekintették apja örökösének.

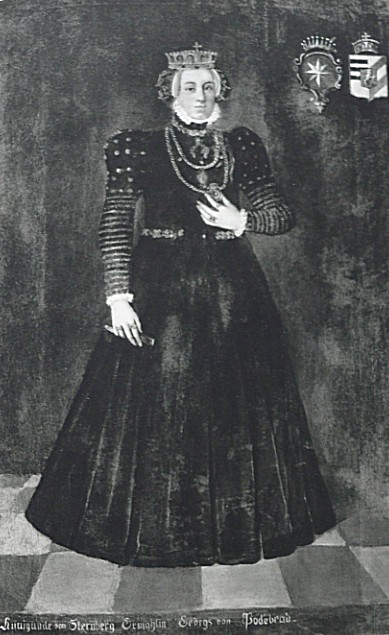
Katalin királyné édesanyja, Sternbergi Kunigunda egy XVI. századi festményen

A Katalinnál majdnem 7 évvel idősebb Mátyás a prágai fogságból való szabadulásakor (1458. február 5.) a Podjebrád György cseh kormányzóval kötött egyezmény (1458. február 9.) megerősítéseképpen már mint megválasztott (1458. január 24.) magyar király jegyezte el Podjebrád lányát, és elhatározása mellett kitartott a szegedi egyezmény (1458. január 12.) ellenére is, amit Mátyás anyai nagybátyja, Szilágyi Mihály és Garai László nádor kötött Mátyás trónra juttatása érdekében az ifjú magyar király tudta és beleegyezése nélkül, és amely szerint Mátyásnak a nádor lányát, Garai Anna grófnőt kellett volna feleségül vennie.
Kunigunda (Katalin) kunštáti (kunstadti) bárónő az apja, Podjebrád György kormányzó cseh királlyá választása (1458. március 2.) révén cseh királyi hercegnői rangra emelkedett.
Mátyás 1460 novemberében Kassán fogadta I. (Podjebrád) György cseh király követét, és megállapodtak, hogy Mátyás a következő évben személyesen utazik Csehországba a közte és Katalin között kötendő házasság ügyében.
Mivel Mátyás 1460 decemberében Trencsénben megbetegedett, ezért személyesen nem tudott elmenni Csehországba a menyasszonyáért, így Katalinért Vitéz János váradi püspököt küldte, aki 1461. január 25-én a morvaországi Olmützben megállapodott a cseh királlyal. Ekkor kötötték meg a házassági szerződést, mely szerint a 11 éves Katalint 1461 májusában hozzák Magyarországra. Az esküvőt azonban csak két évvel később, 1463 májusában tartják meg, ha már a menyasszony betöltötte a 12. életévét, mivel a lányok a középkorban az egyházi törvények szerint csak a 12. életkor betöltése után mehettek férjhez. Megállapodtak még, hogy a kincstár a leendő királyné udvartatására évi 7000 aranyforintot irányoz elő, és megkapja azokat az uradalmakat, amelyeket Cillei Borbála is birtokolt korábban.
A 11 éves Katalin 1461. május 25-én utazott el Prágából Magyarországra.
1461 májusában Trencsénben adták át a csehek Katalint a magyar követségnek, akik Budára kísérték. Itt tartották meg az eljegyzést. A magyar udvarban a Kunigunda nevet Katalinra változtatta. Katalin főudvarmestere Buzlai László, míg főlovászmestere Gersei Pethő Miklós lett, akit 1461. szeptember 27-én Vas vármegye főispánjává neveztek ki, és az erről kiállított oklevélben Katalin még jegyesnek (latinul: sponsa) van címezve.
Ez idő alatt készítették fel a magyar királynéi szerepre, aminek része volt, hogy elsajátítsa a magyar nyelvet is.
„Már Károly Róbert fontosnak tartja házassági szerződések megkötésekor, hogy a külföldről érkező ifjú menyasszonyok korán a magyar udvarba kerüljenek, hogy itt megtanulhassák a magyar nyelvet. Így történt például éppen Károly morva őrgróf, a későbbi IV. Károly császár Margit nevű leányával is, akit gyermekkora óta magyarul tanítanak a visegrádi udvarban. De érdekes példa Lajos király tiltakozása is VI. Kelemen pápánál, aki egy olasz papot kívánt veszprémi püspökké tenni. Lajos azzal utasította vissza a pápa akaratát, hogy a kijelölt személy nem tud magyarul, tehát nem alkalmas magyar püspöki székbe. Ez arra vall, hogy a magyar nyelv felkarolása éppen a francia eredetű Anjou-ház, s főként Lajos kezdeményezése.”
A hagyomány szerint a leendő magyar királynét magyarul és latinul Janus Pannonius tanította, aki verseket is írt a királynéhoz. Janus Pannonius egyik epigrammája így hangzik Katalinról:
Messzi Bohémia tájairól jött drága királyné,

még bucsuzóban amott hullt anyakönny, apacsók

rá, s mire már Pannónia szép mezejéig elért, az

isteni Kalliopé várta e szókkal emitt:

Mint ahogy új haza földjén állsz, s tiedé! – nevet is válts:

mert Kunigunda valál, légy ezután Katalin!

Az olmützi megállapodások értelmében a házasságot végül a kitűzött időben, a hercegnő 13 éves korában Budán 1463. május elsején kötötték meg.
A királyné főkancellárja a veszprémi püspök, Vetési Albert lett, ahogy a hagyomány diktálta. Kubinyi András megkérdőjelezi Janus Pannonius pécsi püspök királynéi főkancellárságát, viszont azt elképzelhetőnek tartja, hogy cím nélkül besegített a kancelláriába, főleg, külügyekben.
Katalin királyné a házasságkötést követően rögtön megfogant, mert amikor 1463. július 19-én a férje, I. Mátyás király nevében Vitéz János váradi püspök, későbbi esztergomi érsek, valamint III. Frigyes örökösödési szerződést kötött Bécsújhelyen, amelynek értelmében ha Mátyás törvényes örökös nélkül hal meg, a magyar trónt III. Frigyes vagy fia, az akkor 4 éves Miksa örökli, Katalin királyné már 1-2 hónapos terhes lehetett. Ez is hozzájárulhatott, hogy Mátyás könnyedén beleegyezett a Habsburgok esetleges magyarországi trónöröklésébe, hiszen Katalin termékenynek bizonyult, és sok gyermeket, köztük fiúkat remélhetett tőle.
A még csak 14 éves királyné a rákövetkező évben be is teljesítette a fiúörökös születésének reményébe vetett hitet.
1464. február 13-án a bosnyák hadjáratból visszatérve tartotta az ország fővárosába, Budára való ünnepélyes bevonulását Mátyás, aki már jelen lehetett felesége vajúdásánál.
1464. február végén a királyné fiút szült, aki viszont nem sokáig élt, és Katalin 1464. március 8-án gyermekágyi lázban meghalt, akárcsak annak idején az édesanyja.
Katalin királyné 21 nappal a férje és az ő kijelölt, és már előre elhatározott székesfehérvári koronázásának időpontja előtt hunyt el, amelyre már gyülekeztek a rangos külföldi és belföldi meghívottak. A gyászeset okán felmerült Mátyás koronázásának elhalasztása is, de végül megtartották a III. Frigyes német-római császártól az előző évben visszaszerzett Szent Koronával az eredeti időpontban, 1464. március 29-én, de immár Katalin nélkül.
A megözvegyült Mátyás 1476-ban, 12 éves egyedüllét után másodszor is megnősült, és I. Ferdinánd nápolyi király 19 éves leányát, Aragóniai Beatrixot vette feleségül, akinek később nagy szerepe volt a kormányzásban, de szintén nem tudta életképes utóddal megajándékozni Mátyást. Ugyanakkor Mátyás törvénytelen fiát, az Edelpeck Borbála asszonytól született Corvin Jánost sem tudta a magyar trónra juttatni, így végül Ulászló cseh király, lengyel királyi herceg lett Mátyás utóda II. Ulászló néven a magyar trónon.

## Katalin királyné sírja

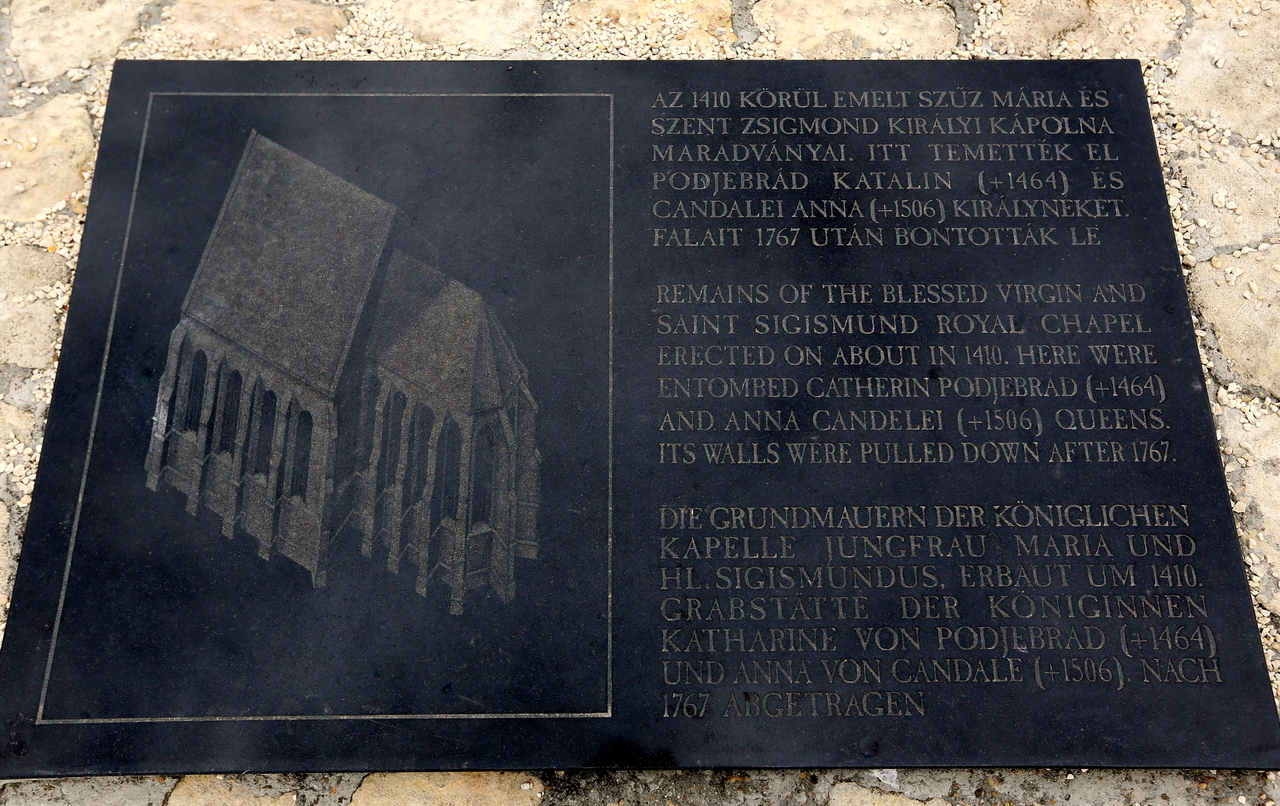
Emléktábla a budai Szent Zsigmond-templom maradványai mellett

Katalin királynét – feltehetőleg a megszületett fiával együtt – a budai Szent Zsigmond-templomban temették el.
„A Szűz Mária-társaskáptalant 1410-ben Zsigmond király alapította a budai Vár akkori Zsidó utcájában, a Fehérvári kapu közelében. 1424-ben Szent Zsigmond néven újjáalapítja. Ebbe a templomba temették 1464-ben a szülés közben elhunyt Podjebrád Katalint, Mátyás király első feleségét. »1827. Januarius 13. napján Sz. Sigmond Templomához eljutván talp falait is a'rendelt alapig felszaggatták. Budán a' Várban Sz. György piatzának egyenítése, és lejebb szállítása alkalmával, mostani Játdzó-szín előtt földalatt lévő talpfalak között felnyílt üregben, egy drága köntösben öltözött, ragyogó kövekkel ékes koronával koszorúzott, egész emberi tetem találtatott... A'setét üregben lébotsájtkozott két munkások több elhányt tsontokat, de különössen egy hosszan terült, már elavult, de tsillámló ruházattal borított tetemet mellnek koponyája hasonlóképpen a' setétben tsillamló bokros fodrokkal koszorúzva volt, észre vettek. Azonnal mint a'fodros koponyát, mint pediglen a' letépett avúlt ruha szakadékokat, valamintis némelly sorvadt tsontokat, korhadt fa (vélni lehet koporsó) darabokat magokkal haza vittek... azonnal, tudniillik már 16. Januáriusban költ kegyes levelében a' Városi Tanátsnak parantsolta, hogy mivel a' történet-írók szerint azon helyen Templom állott, és Budán némely Magyar Királyoknak temetése meg is történt... Ezen felfedezés iránt környűlállásos tudósítást küldjön. Azon esetre pedig, ha az említett drága kövekkel ékesített egész tetem valóban felfedeztetett, legnagyobb szorgalommal a' találásnak módja, vallatásoknak kihallgatásával rendszerint jegyzőkönyvbe foglaltasson, és a' tetemnek legkisebb részei, minden hozzá tartozó mívszerekkel lajstromba foglaltatván, figyelmes vigyázat alatt tartassanak, minthogy e' nevezetes tetemnek bővebb megítélése után illendő és tisztességes helyéről, 's fentartásáról gondoskodnia szükség lenne...« – írta 1827-ben Wadasi Jankovich Miklós. (A szöveg korabeli, XIX. századi nyelvi stílussal és helyesírással íródott.)
A jelentés a továbbiakban a megtalálás körülményeit írja le, és egyúttal azok pusztítását is dokumentálja: „... A’ kisebb koponya, és annak tsontforrása fehér személyt, és mivel a’ hátulsó böltsesség fogak szinte kibújásban valának, 16. vagy 17. Esztendőst jelenteni láttatnak...” A tetemet Jankovich Miklós Podjebrád Katalinnak tulajdonította, összevetve a korabeli temetési adatokkal és szokásokkal. „Ezek a’ jelenségek öszveséggel tsak magához Katalin Királynéhoz, és Podjebrad György leányához, nem pedig akárki más személyéhez illenek” – fejeződik be a jelentés.
A sírban talált „keleti gyöngyöket és különböző színű zománcokkal hímzett ruhát, gazdagon megaranyozott hajtűt stb. a prágai múzeumnak küldték el” (Toldy László, Uxa József). Hogy a csontokkal mi lett, nem tudjuk, feltehetően azok is Prágába kerültek, hiszen a megtalálás helyére nem lehetett visszatemetni, arról pedig semmi adatunk sincs, hogy máshová helyezték volna. Az 1970-es években történt területrendezés során „párna- vagy címertartó angyalfejes” kőtöredékek kerültek elő. A templomot Nagy Emese régész tárta fel, és a térrendezés után az alapfalak szabadtéri bemutatásra kerültek.
Végh András azonban vitatja Jankovich érveit: „Tekintve, hogy két királynő itteni sírjáról is tudunk, és nem kizárt, hogy más előkelő asszonyok is ide temetkezhettek, a sír azonosítását tévesnek tarthatjuk. A leletek azóta – egy ostyatartó szelence kivételével – a Nemzeti Múzeumban sajnos elkallódtak.” Ugyanakkor a másik, később idetemetett királynénkról, Candale-i Annáról korabeli forrásokkal alátámasztva tudható, hogy 1516-ban földi maradványait kihantolták, és férjével együtt újratemették Székesfehérvárott, tehát mivel más királyné vagy előkelő asszony temetését semmilyen más forrás nem igazolja, így Jankovich feltételezése helytálló lehet, hogy itt Katalin királyné csontjait találták meg 1827-ben.

## Színház és filmművészet
A Veszprémi Petőfi Színház 2008-ban mutatta be a Latinovits Játékszínben a Pozsgai Zsolt drámaíró írta Janus című darabot. Eperjes Károly javaslatára filmadaptáció is készült belőle, melyet a kádártai állomáson forgattak. Pozsgai Zsolt rendezésében 2011-ben mutatták be a Janust, a színdarabbal azonos című filmet, Janus Pannonius címszerepében Stohl Andrással. A filmben Szebeni János alakítja Mátyás királyt, míg Katalin királynét Szvetnyik Kata kelti életre.

## Gyermeke
- Férjétől, I. (Hunyadi) Mátyás (1443–1490) magyar királytól, 1 fiú:
  - N. (fiú) (Buda, 1464. február – Buda, 1464. február) magyar királyi herceg és trónörökös